# Roma (Schiff, 1868)
Die Roma war eine italienische dampfgetriebene Panzerfregatte 1. Ranges mit Schraube der Roma-Klasse und zugleich das erste nach der Hauptstadt Rom benannte Kriegsschiff der Regia Marina. Ihre Indienststellung erfolgte im Jahre 1868. Nach schweren Schäden durch Blitzeinschlag und Selbstversenkung 1895 wurde sie 1896 gehoben und abgebrochen.

## Geschichte
Die Roma war das erste von zwei Schiffen der gleichnamigen Klasse von Panzerfregatten 1. Ranges und wie ihr baugleiches Schwesterschiff Venezia das erste Schiff dieses Typs das in Italien gebaut wurde. Die Panzerfregatte war ebenfalls das erste nach der Hauptstadt Rom benannte Kriegsschiff der Regia Marina, der 1861 ins Leben gerufenen königlichen italienischen Marine.
Sie besaß wie ihr baugleiches Schwesterschiff Venezia einen Rumpf aus Holz mit einer abnehmbaren 150 mm starken Seitenpanzerung und als Antrieb eine 3-fach Expansionsdampfmaschine. Das Schiff hatte auch noch drei Masten, zwei davon für rechteckige Rah-Segel und eines für Schrat-Segel und war damit von der Takelung her mehr oder weniger ein Dreimast-Großsegler mit einer Dampfmaschine.
In Bau gegeben wurde die Roma im Jahre 1863 bei der Foce-Werft in Genua, der Stapellauf erfolgte 1865. Vier Jahre später, 1868, wurde sie vollendet und in Dienst gestellt.
Nach langjährigem Dienst im Tyrrhenischen Meer und der Adria geriet die Roma im Jahre 1895 in einen schweren Sturm und wurde durch Blitzeinschlag beschädigt, einige Besatzungsmitglieder starben und es brach Feuer aus. Da das Schiff stärker beschädigt war als angenommen, wurde es kurze Zeit später von der eigenen Besatzung in Hafennähe versenkt. Das Schiff wurde 1896, ziemlich genau ein Jahr danach, gehoben und abgebrochen.

## Einsatz
Die dampfgetriebene Panzerfregatte Roma sah keinen Kriegseinsatz. Nach langjährigem Dienst bei der Überwachung des Tyrrhenischen Meeres und einigen Fahrten in der Adria sowie Begleitschutz für größere Einheiten (seltener auch für Handelsschiffe) fuhr sie später meist in küstennahen Gewässern. Roma versenkte einige Schiffe von Freibeutern aus Nordafrika bzw. dem Osmanischen Reich, die sich nicht widerstandslos ergaben. Bis 1881 erfolgten mehrere Einsätze zusammen mit ihrem Schwesterschiff Venezia von 1873.